# Los Altos (Califórnia)
Los Altos é uma cidade localizada no estado americano da Califórnia, no Condado de Santa Clara. Foi incorporada em 1 de dezembro de 1952.

## Geografia
De acordo com o United States Census Bureau, a cidade tem uma área de 16,8 km², onde todos os 16,8 km² estão cobertos por terra.

### Localidades na vizinhança
O diagrama seguinte representa as localidades num raio de 8 km ao redor de Los Altos.

## Demografia
Segundo o censo nacional de 2010, a sua população é de 28 976 habitantes e sua densidade populacional é de 1 723,84 hab/km². Possui 11 204 residências, que resulta em uma densidade de 666,55 residências/km².